# 串炸

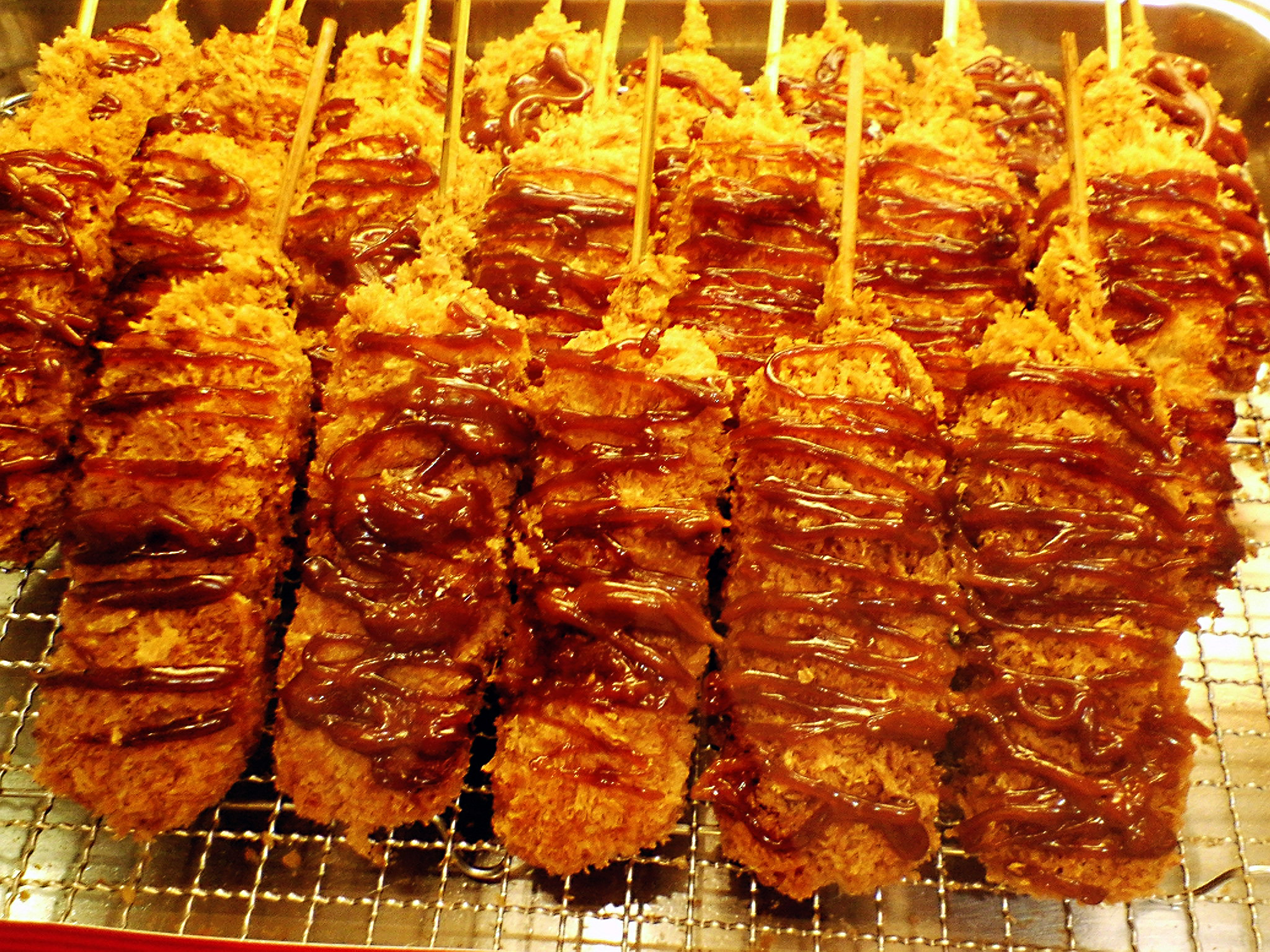
串炸

串炸（日语：串かつ╱くしかつ）為源自於日本大阪地區的平民料理，用竹籤穿過各種蔬菜、肉類或海鮮，於外層裹上麵衣，再放入油鍋中油炸，並沾取醬汁食用，醬汁僅限一次沾取，不能回沾。